# ANBO III
ANBO III là một loại máy bay huấn luyện và máy bay thông dụng cánh đơn, được thiết kế cho Quân đội Litva vàon ăm 1929.

## Biến thể
ANBO III (biến thể đầu)
Lắp động cơ Walter NZ 60, 3 chiếc.
ANBO III (biến thể thứ hai)
Có đuôi mới và lắp động cơ Armstrong Siddeley Genet, 6 chiếc.

## Quốc gia sử dụng
Lithuania
- Không quân Litva

## Tính năng kỹ chiến thuật
Đặc điểm tổng quát
- Kíp lái: 2
- Chiều dài: 6.50 m (21 ft 4 in)
- Sải cánh: 10.55 m (34 ft 7 in)
- Diện tích cánh: 18.2 m2 (196 ft2)
- Trọng lượng rỗng: 556 kg (1.226 lb)
- Trọng lượng có tải: 800 kg (1.764 lb)
- Powerplant: 1 × Walter NZ 60, 45 kW (60 hp)

Hiệu suất bay
- Vận tốc cực đại: 180 km/h (110 mph)
- Trần bay: 4.500 m (14.800 ft)